# Blasewitz
Blasewitz – osiedle miasta Drezna w Saksonii w Niemczech. Stanowi zarazem część większej dzielnicy Blasewitz.

## Historia

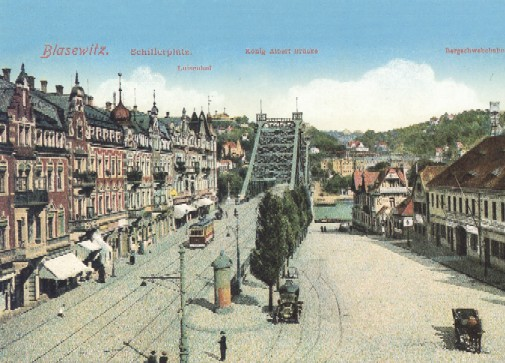
Blasewitz na widokówce z 1910 r.

Najstarsza wzmianka o Blasewitz pochodzi z 1350 roku. Miejscowość została dotknięta powodzią w 1845 roku. XIX wiek to okres intensywnego rozwoju Blasewitz jako przedmieścia Drezna, powstała tu m.in. dzielnica willowa, a od 1872 kursowały stąd do Drezna pierwsze tramwaje konne. W latach 1891–1893 zbudowano most Blaues Wunder łączący Blasewitz i Loschwitz. W 1921 osadę przyłączono do Drezna.
- W 1875 r. w Blasewitz zmarł polski pisarz polityczny Karol Boromeusz Hoffman.
- W 1891 r. w Blasewitz zmarł niemiecki architekt krajobrazu Eduard  Petzold.